# Únicamente la verdad
Únicamente la verdad es una ópera con un libreto de Rubén Ortiz Torres con música de Gabriela Ortiz.

## Acción
La obra narra una historia de amor, de traición y asesinato pasional en el marco de los narcotraficantes de la frontera entre México y los Estados Unidos. La obra, basada en un corrido del grupo de música popular Los Tigres del Norte , retoma la historia de una mujer, Camelia la Tejana, que asesina a su amante Emilio Varela. La historia fue muy conocida en el Norte de México gracias al corrido divulgado por el grupo popular mencionado. La historia cuenta que Emilio Varela traicionó a Camelia la Tejana después de que ambos pasaron un cargamento de marihuana de contrabando. Mucho tiempo después de estos sucesos, otro hombre se suicida acostándose sobre las vías del tren en Ciudad Juárez. El periódioco Alarma , que publica en México notas rojas, anuncia conocer la verdad de los hechos y afirma que el suicidio del hombre está relacionado con Camelia la Tejana y que, consecuentemente, esta mujer no es un mito sino una realidad. En este contexto, diversos hombres narran durante la ópera su relación con Camelia la Tejana al tiempo que un periodista intenta desentrañar cuales elementos de la historia son fidedignos y cuales son parte de un creciente mito alrededor de tal mujer. 

## Estilo
La obra es calificada por su libretista como videopera y conjuga, allende el discurso dramático propio de una obra escénica, a decir del libretista, “estilos narrativos” y música contemporánea, arte en video, periodismo, ensayos universitarios y música popular mexicana. La obra retoma elementos de los corridos.

## Libreto
El libreto se basa en el corrido  Contrabando y traición , en un grupo de noticias publicadas en diversos medios (periódicos, television, radio, etc), en entrevistas radiofónicas y en ensayos universitarios que trataron el caso de una mujer, conocida como Camelia la Tejana, que asesinó a su amante, luego que este la traicionó al final de un trabajo de narcotráfico de marijuana en la frontera con los EE. UU. El libreto pretende la reconstrucción de la historia verdadera del crimen pasional con base en la utilización de los diferentes discursos socials empleados en varios medios de comunicación que divulgaron la noticia del caso de nota roja. El autor del libreto filmó, como parte central de la obra varias secuencias en video. En la secuencia central se ofrece un diálogo entre la película y los personajes en el escenario. Allende tratar una nota roja, el libretto estudia la singular cultura fronteriza de México y los Estados Unidos, y el modo como el corrido, heredero de una tradición centenaria que se remonta hasta los romances medievales, constituye para la población mexicana un medio que legitima y acredita los sucesos canonizando una narración histórica como verdadera.

## Música
La música de Gabriela Ortiz, una de las más importantes compositoras latinoamericanas de su generación, utiliza elementos de la música popular mexicana del norte del país conjugados con segmentos electroacústicos y una escritura instrumental de singular virtuosísimo.

## Datos históricos
La obra fue estrenada por el Contemporary Vocal Ensemble de la Indiana University Jacobs School of Music de los Estados Unidos, bajo la producción de Carmen Helena Téllez y Marianne Kielian-Gilbert, dirección musical de Carmen Helena Téllez, con dirección de escena de Chía Patiño, y diseño interactivo visual de Konstantinos Mavromichalis. También participaron Rodrigo Sigal y Francisco Colasanto como diseñadores de sonido. Se realizaron dos funciones, el 8 y 9 de agosto de 2008, en el Buskirk-Chumley Theater de la ciudad de Bloomington. Meghan Dewald cantó el rol de Camelia en la primera función, y Heather Youngquist en la segunda.
En 2010 dentro del marco inaugural del FMX, la obra fue estrenada  en la Ciudad de México.
En 2013, la obra fue estrenada en la Long Beach Opera (Terrace Theater) el 24 de marzo con un elenco local, pero el director de escena, escenógrafa e iluminador del estreno mexicano.

## Creación
Con apoyo de las fundaciones Guggenheim y Fulbright, Gabriela Ortiz viajó a Indiana University a escribir la opera, aprovechando los recursos que la Jacobs School of Music y el Contemporary Vocal Ensemble ofrecen para el examen profundo de los elementos de una creación vocal. La directora Carmen Helena Tellez dio forma dramatizada a la manera de libreto operatico a los textos seleccionados por Ruben Ortiz Torres. Para la producción de la videópera, la directora Téllez solicitó y ganó el apoyo del programa New Frontiers de la universidad para el fomento de proyectos artísticos innovadores. La videópera también contó con el apoyo del Centro de Música Latinoamericana de Indiana University.

## Reparto del estreno

### Reparto del estreno en EE. UU.
* Camelia la Texana (Agustina-Camelia, Camelia-Maria Lugo.): Meghan Dewald (función del 8 de agosto) // Heather Youngquist (función del 9 de agosto de 2008)
* Diseñadora del periódico Alarma : Carolina Castells (función del 8 de agosto) / Carolina Castells (función del 9 de agosto de 2008)
* Secretaria del periódico Alarma : Abigail Mitchell (función del 8 y 9 de agosto de 2008)
* Señor de El Paso (Mario Borunda: Jerome Sibulo (función del 8 y 9 de agosto de 2008)
* Periodista (Cesar Güemes): Chris Lysack (función del 8 y 9 de agosto de 2008)
* Compositor (Ángel Gonzalez): Sean McCarther (función del 8 y 9 de agosto de 2008)
* El Tigre (Jorge Hernández): Jake Sentgeorge (función del 8 y 9 de agosto de 2008)
* El escritor de „blogs“: Joseph Legaspi (función del 8 y 9 de agosto de 2008)
* El fotógrafo: Justin Merrick (función del 8 y 9 de agosto de 2008)
* Indiana University Contemporary Vocal Ensamble
* Dirección musical: Carmen Helena Téllez
* Dirección escénica: Chía Patiño

### Reparto del estreno en Ciudad de México
* Camelia la Texana (Agustina-Camelia, Camelia-Maria): Nieves Navarro
* Diseñadora del periódico Alarma : Marcela Chacón
* Secretaria del periódico Alarma :Enivia Mendoza
* Señor de El Paso (Mario Borunda): Arturo López
* Periodista (Cesar Güemes): Gerardo Reynoso
* Compositor (Ángel Gonzalez): Saúl Sánchez
* El Tigre (Jorge Hernández): José Luis Ordóñez
* El escritor de „blogs“: Armando Gama
* El fotógrafo:  Edgar Gutiérrez
* Orquesta y Coro del Teatro de Bellas Artes
* Dirección musical: José Areán
* Dirección escénica: Mario Espinoza
* Escenografía: Gloria Carrasco
* Iluminación: Ángel Ancona
* Coreografía: Alicia Sánchez
* Diseño de multimedios (versión a cuatro pantallas): José María Serralde

## Recepción
La obra se estrenó en el marco del Festival de Estío de Música de la Universidad de Indiana el 8 de agosto de 2008. La ópera mereció grandes elogios y ha sido motivo de eruditos ensayos. El éxito de la obra tuvo como consecuencia entrevistas con los creadores de la ópera, transmitidas por varios medios.

En 2011, la escenografía de Gloria Carrasco y su consecuente propuesta de proyección a cuatro pantallas de José María Serralde que reutilizó algunos de los materiales originales de Rubén Ortiz para el estreno en el Festival de México, fueron elegidos como piezas representativas en el pabellón mexicano de la Cuadrienal de Praga (PQMX2011).

## Grabaciones
- El Latin American Music Center de Indiana University puede proveer de grabaciones y videos de archivo a profesionales interesados en estudiar la obra.
- La obra está editada, en su primera grabación profesional, por Quindecim Records https://www.classicalarchives.com/newca/#!/Work/1764020